# Einzelwagenverkehr
Einzelwagenverkehr, Einzelwagenladungsverkehr oder auch verkürzt Wagenladungsverkehr ist ein Produkt des Schienengüterverkehrs. Weitere Produktionssysteme sind der Ganzzugverkehr und der Kombinierte Verkehr.

## Beschreibung
Kennzeichnend für den Einzelwagenverkehr ist, dass einzelne Güterwagen oder Wagengruppen verschiedener Versender und Empfänger über ein mehrstufiges Transportnetz, das in der Regel aus mehreren Zügen und Knotenpunkten besteht, transportiert werden. Der Transport kann flexibel von und zu jedem an das Transportnetz angebundenen Zugangspunkt erfolgen. Dazu ist es erforderlich, dass die einzelnen Wagen bzw. Wagengruppen mit verschiedenen Zügen transportiert werden und zwischen diesen durch Rangiermanöver in Zugbildungsbahnhöfen (auch Rangierbahnhöfe genannt) umgruppiert werden. Namensgebend für dieses Produktionssystem ist die Tatsache, dass die kleinste Sendungseinheit ein einzelner Güterwagen ist.
Die Zugangspunkte zum Transportnetz sind Gleisanschlüsse und Güterbahnhöfe mit Ladegleisen, Laderampen etc. Durch die Bündelung des Wagenaufkommens können die Züge besser ausgelastet und damit die Transportkosten gesenkt werden. Dem stehen hohe Vorhaltekosten des Transportnetzes einschließlich der Zugbildungsanlagen sowie ein hoher organisatorischer Aufwand gegenüber. Besonders aufwendig sind die sogenannte »erste« und »letzte Meile«, also das Sammeln und Verteilen der einzelnen Wagen in der Fläche, sowie die häufigen Umstellvorgänge. Dies wirkt sich negativ auf die Qualität und die Kosten des Produktes aus.

## Ablauf
Der Einzelwagenladungsverkehr erfolgt in einem Knotenpunktsystem. Hierbei werden die Wagen in der Regel mittels Kleinlokomotiven bzw. Rangierlokomotiven z. B. aus Gleisanschlüssen der Versender abgeholt. In Bündelungspunkten, auch Satellitenbahnhöfe genannt, werden diese Wagengruppen gebündelt bzw. auf dortigen Ladegleisen bereitgestellt und zu Knotenpunktbahnhöfen überführt. Von dort aus werden die Züge entweder zu anderen Knotenbahnhöfen der Region überführt oder zu überregionalen Zugbildungsanlagen (Rangierbahnhöfe) transportiert.
In den Rangierbahnhöfen werden die eingehenden Züge zerlegt und nach Zielen zu neuen überregionalen Güterzügen zusammengefasst. Größere Züge zu anderen Rangierbahnhöfen werden dabei mit schweren Streckenlokomotiven bespannt.
In den Zugbildungsanlagen des Zielrangierbahnhofes werden die Züge wieder zerlegt und die Verteilung erfolgt analog in umgekehrter Reihenfolge über Knoten- und Satellitenbahnhöfe bis zu den einzelnen Empfängern.
Laufweg und sonstige Daten eines Wagens waren früher in Papierform, die gesichert außen am Wagen befestigt waren, festgehalten.
Heute geht man dazu über, die Wagen in rechnergestützten Informationssystemen zu verwalten, wozu sie durch Wagennummern, mehr und mehr auch durch Transponder, identifiziert werden. Viele Wagen sind mittlerweile auch mit GPS-Geräten ausgestattet, die es den am Transport Beteiligten erlauben, ihren Lauf in Echtzeit zu verfolgen.

## Akteure
Am Einzelwagenverkehr sind erheblich mehr Parteien beteiligt als beim Ganzzugverkehr. So sind die Infrastrukturen, wie Ladegleis, Anschlussbahn, überregionales Gleisnetz und Knotenbahnhöfe oft im Besitz verschiedener Infrastrukturunternehmen. Ebenso können die verschiedenen an einem Transport beteiligten Züge von verschiedenen Verkehrsunternehmen betrieben werden. Aufgrund der verschieden nicht zwangsweise symmetrischen Verkehrsbeziehungen erfolgte bereits früh die Gründung von großen Wagenpools die unabhängig von Versendern, Empfängern und Verkehrsunternehmen eingesetzt wurden. So wurde bereits 1899 die Eisenbahn-Verkehrsmittel AG gegründet, die heute im größten privaten europäischen Wagenvermieter VTG AG aufgegangen ist.

## Markt
Aufgrund der im Vergleich zum Ganzzugverkehr kleinen Sendungsgröße steht der Einzelwagenverkehr im starken Wettbewerb zum Straßengüterverkehr.
Laut der Bundesregierung betrug der Marktanteil des Schienengüterverkehrs in Deutschland 2020 bei etwa 18 bis 19 Prozent. Er soll bis 2030 auf 25 Prozent steigen. Die DB Cargo AG will ihre Strategie für den Einzelwagenverkehr auf Wachstum und weitere Verkehrsverlagerung ausrichten. Dazu dienen sowohl der Ausbau des Angebots als auch Verbesserungen des Produktionssystems. Zur Angebotsverbesserung sollen individuelle Kunden- und Branchenkonzepte und sog. Shuttle-Produkte beitragen. Beispiele sind der DB-Steelexpress und der Slovakia-Shuttle. Ein robusteres und effizienteres Produktionssystem soll durch stärkere Automatisierung und Digitalisierung erreicht werden. Dabei spielt die Einführung der Digitalen Automatischen Kupplung (DAK) eine zentrale Rolle.
Um den Einzelwagenverkehr zu stärken, haben im Jahr 2021 DB Cargo und elf weitere Eisenbahnverkehrsunternehmen das „Netzwerk Zukunft Einzelwagenverkehr“ gegründet. Etwa 80 Prozent des Einzelwagenverkehrs in Deutschland werden durch DB Cargo betrieben. Der Einzelwagenverkehr wird in Deutschland mit rund 300 Millionen Euro öffentlichen Mitteln pro Jahr bezuschusst.
Die umfangreiche komplexe netzweite Organisation des Einzelwagenverkehrs führt dazu, dass der Markt von (ehemaligen) Staatsbahnen dominiert wird. In Mitteleuropa haben sich sieben Eisenbahnverkehrsunternehmen hierbei zum grenzüberschreitenden Verbund XRail zusammengeschlossen. Aufgrund dieses Aufwandes und der damit verbundenen Kosten zogen sich jedoch auch vereinzelt Bahnen komplett aus diesem Verkehrssegment zurück, so dass es in Ländern wie Italien diese Verkehrsform nicht mehr gibt.